# NGC 6319
NGC 6319 ist eine 13,5 mag helle linsenförmige Galaxie vom Hubble-Typ E/S0 im Sternbild Drache am Nordsternhimmel. Sie ist schätzungsweise 376 Millionen Lichtjahre von der Milchstraße entfernt und hat einen Durchmesser von etwa 90.000 Lichtjahren.
Im selben Himmelsareal befindet sich u. a. die Galaxie NGC 6317.
Das Objekt wurde am 14. Mai 1885 von Lewis A. Swift entdeckt.